# Addi Jacobi

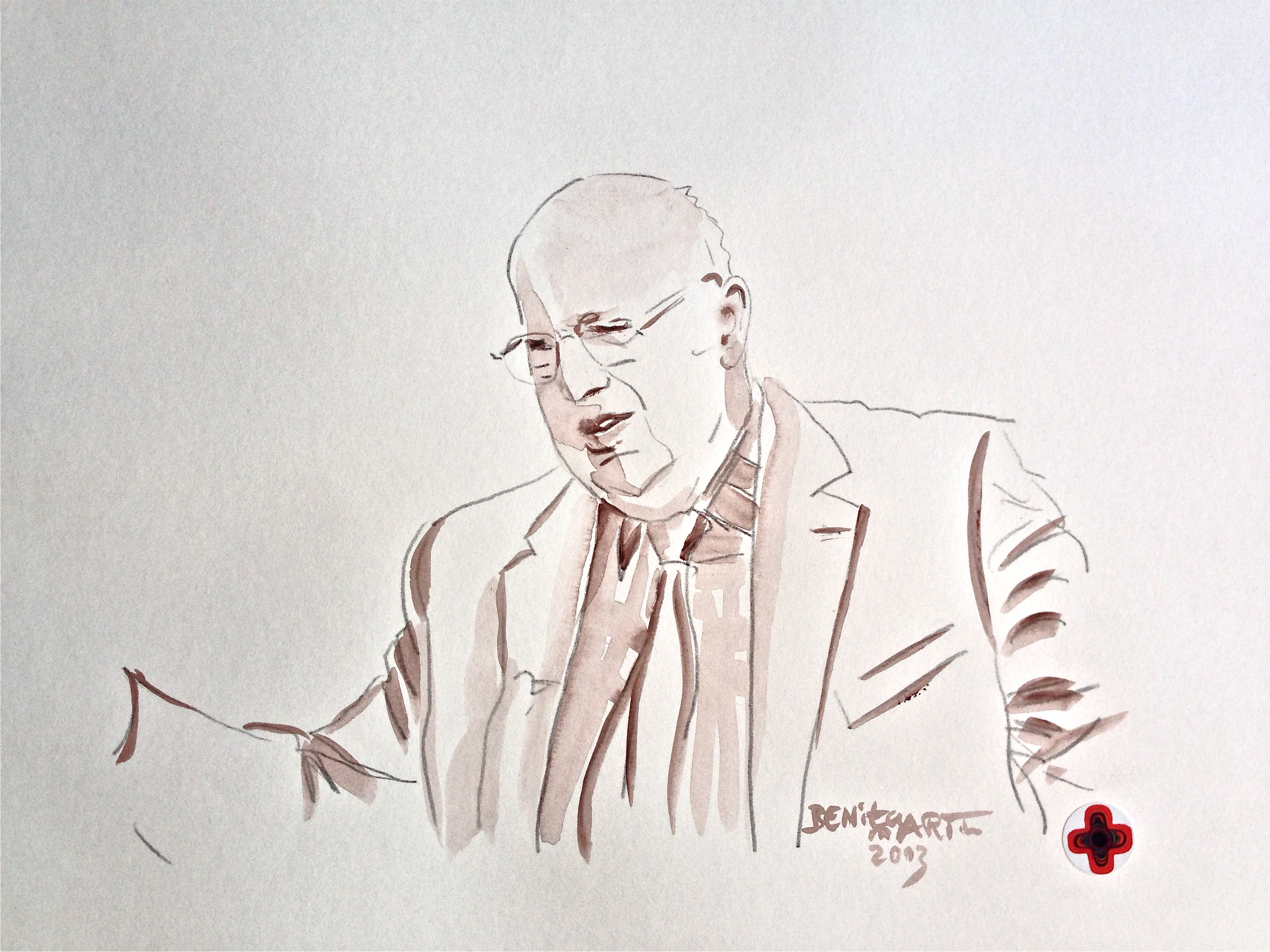
Addi Jacobi

Addi Jacobi (* 9. April 1936 in Chemnitz; † 17. Oktober 2013 ebenda) war ein deutscher Journalist und Publizist.

## Leben
Addi Jacobi wurde 1936 in Chemnitz geboren. Er absolvierte eine Lehre zum Industriekaufmann im VEB Fettchemie und Fewa-Werke Chemnitz. Es folgten verschiedene Arbeitsstellen, unter anderen in der Karl-Marx-Städter Stadtverwaltung unter Oberbürgermeister Kurt Berthel. Er begann eine Journalistik-Ausbildung und schloss 1969 ein Journalistik-Fachschulfernstudium ab. Fünf Jahre war er als Leiter der Pressestelle des Rates der Stadt Karl-Marx-Stadt tätig. Ab 1971 begann seine Tätigkeit zur Öffentlichkeitsarbeit bei der Bezirksfilmdirektion, welche er bis zur Betriebsschließung im Jahr 1990 begleitete. Jacobi schrieb Filmkritiken, stand auf der Bühne und leitete eine Radiosendung für das Funkhaus des damaligen Mitteldeutschen Rundfunkszentrums. Sein Lebensthema Chemnitz ließ er dabei nie aus den Augen. Es folgten viele Jahre als Redakteur beim „Chemnitzer Tageblatt“, wo er den Lesern mit seinen Synchronisationen und eingehenden Kritiken das Medium Film näher brachte. Danach betätigte er sich überwiegend als freier Publizist und gehörte zu den Gründungsmitgliedern des Deutschen Journalisten-Verbandes (DJV) in Sachsen. Jedes Jahr am 5. März erinnerte Jacobi mit einer Matinee an die Bombennacht von 1945 in Chemnitz, ebenso hat er das Chemnitzer Totengedenken zum Volkstrauertag begründet. Weiterhin war er Mitglied des Tisches der Heimat- und Denkmalpflege und Initiator der Reihe „Eine Stunde Heimatkunde“. Seit 1992 war im Stadtmagazin „Stadtstreicher“ sein „Ratsgewürfeltes“ zu lesen ebenso wie seine monatliche Rubrik „Chemnitzer Köpfe“, wo er Biografien bekannter Chemnitzer veröffentlichte.